# F2 (automóviles)
F2 es una especificación para automóviles de carreras derivados de la producción en serie para su adaptación en competiciones de automovilismo. Están basados en el Grupo A y son mayoritariamente utilizados en competiciones de rally. Son regulados por la Federación Internacional del Automóvil.

## Características
Los vehículos denominados F2 son vehículos que cuentan con las mismas especificaciones que los grupo A con las siguientes limitaciones: motor atmosférico con una cilindrada máxima de 2.000 c.c., 4 válvulas por cilindro y tracción delantera. 

## Automóviles F2
- Peugeot 306 s16
- Renault Megane
- Renault Clio
- Citroën ZX
- Seat Ibiza